# Lac de Soum
Le lac de Soum est un  petit lac pyrénéen (0,6 ha) situé administrativement dans la commune d'Arrens-Marsous dans le département des Hautes-Pyrénées, en région Occitanie et historiquement dans le pays du Lavedan.

## Toponymie
En occitan, le mot soum signifie « sommet ».

## Géographie

### Caractéristiques
Le lac de Soum est un lac naturel situé à une altitude de 1 510 m dans la vallée de l'Ouzom en val d'Azun. Il atteint une profondeur maximale de 2 m.

### Topographie
|                      | Crête de la Serre       |                       |
|                      | lac de Soum             | Col de Soum (1 532 m) |
| Cap d’Aout (1 654 m) | Col de Mauben (1 549 m) |                       |

### Chemins d'accès
Le lac de Soum est accessible par un sentier piétonnier partant du col  du Soulor.
Il est très proche du col de Soum, qui relie Arrens à Arbéost par un chemin piétonnier très utilisé avant la construction de la route descendant du col du Soulor vers Arbéost.

### Climat
Il est fréquemment gelé en hiver.

## Protection environnementale
Le lac fait partie d'une zone naturelle protégée, classée ZNIEFF de type 1 : Massif montagneux entre Argelès-Gazost et l'Ouzom